# Deanna Russo
Deanna Russo (New Jersey, 17 ottobre 1979) è un'attrice statunitense.

## Carriera
Ha recitato nel 2008 nella serie televisiva della NBC Knight Rider come Sarah Graiman, la figlia del creatore di KITT.
Deanna Russo è soprattutto nota per il ruolo della dottoressa Logan Armstrong nella soap opera Febbre d'amore. Ha interpretato ruoli minori in Streghe, CSI - Scena del crimine, CSI: NY, How I Met Your Mother, NCIS - Unità anticrimine e Gossip Girl. Nel 2006 ha recitato nel film Rest Stop nel ruolo di Tracy Kress. Ha preso parte nel 2008 al film Ghost Voyage e ha diretto il cortometraggio comico A Taste of Kream. È apparsa in numerosi spot pubblicitari per la Ford, Axe e Disney. Uno dei suoi clip per Axe è stato scelto come Funniest Commercials of 2007.
Inoltre è comparsa su molte riviste ed è stata Babe of the Month nel dicembre 2007 per Playboy. Ha anche recitato in Believers con Johnny Messner.

## Filmografia

### Cinema
- Virgins, regia di Glenn Mobley (2001)
- Dirt on Leaves, regia di Michael LaPointe (2003)
- A Moment of Clarity, regia di Leslie Rathe – cortometraggio (2003)
- The Food Chain: A Hollywood Scarytale, regia di Blain Brown – cortometraggio (2005)
- Who You Know, regia di Peter Marshall Smith – cortometraggio (2006)
- In Memory of Rusty, regia di Peter Marshall Smith – cortometraggio (2006)
- Rest Stop, regia di John Shiban (2006)
- Believers, regia di Daniel Myrick (2007)
- (323), regia di Josh Negrin – cortometraggio (2008)
- Hipster Tea Party, regia di Alex Fernie – cortometraggio (2011)
- Mary Horror, regia di Ryan Scott Weber (2011)
- Non nuocere, regia di P. Gagnon (2012)
- Jimmy Vestvood - Benvenuti in Amerika (Jimmy Vestvood: Amerikan Hero), regia di Jonathan Kesselman (2016)

### Televisione
- Noah Knows Best – serie TV, episodio 1x08 (2000)
- Streghe (Charmed) – serie TV, episodio 5x12 (2003)
- CSI - Scena del crimine (CSI: Crime Scene Investigation) – serie TV, episodio 5x14 (2005)
- CSI: NY – serie TV, episodio 2x22 (2006)
- How I Met Your Mother – serie TV, episodio 3x04 (2007)
- NCIS - Unità anticrimine (NCIS) – serie TV, episodio 5x05 (2007)
- Febbre d'amore (The Young and the Restless) – serial TV, 23 puntate (2007)
- Ghost Voyage, regia di James Oxford – film TV (2008)
- American Contestant with Bob Odenkirk – serie TV (2009)
- Knight Rider – serie TV, 18 episodi (2008-2009)
- White Collar – serie TV, episodio 1x05 (2009)
- Tramps and Ramblers, regia di Jonathan Stark – film TV (2010)
- Rescue Me – serie TV, 4 episodi (2010)
- Gossip Girl – serie TV, 4 episodi (2009-2010)
- Goodnight Burbank – serie TV, episodio 1x06 (2011)
- CollegeHumor Originals – serie TV, 4 episodi (2010-2012)
- Comedy Bang! Bang! – serie TV, 1 episodio (2012)
- Do No Harm, regia di Philippe Gagnon – film TV (2012)
- Wolfpack of Reseda – serie TV, 5 episodi (2012)
- Burning Love – serie TV, 12 episodi (2012-2013)
- Being Human – serie TV, 14 episodi (2013-2014)
- Satisfaction - serie TV, 10 episodi (2014)
- Due uomini e mezzo (Two and a Half Men) - serie TV, 3 episodi (2015)
- Powerless – serie TV, episodio 1x05 (2017)

## Doppiatrici italiane
Nelle versioni in italiano delle opere in cui ha recitato, Deanna Russo è stata doppiata da:
- Loretta Di Pisa in How I Met Your Mother, Grey's Anatomy
- Tiziana Avarista in Knight Rider, White Collar
- Michela Alborghetti in CSI: NY
- Claudia Razzi in Jimmy Vestvood - Benvenuti in Amerika